# Plainview (Nebraska)
Plainview è un centro abitato (city) degli Stati Uniti d'America della contea di Pierce nello Stato del Nebraska.
La popolazione era di 1,246 persone al censimento del 2010.

## Storia
Plainview fu progettata nel 1880 quando la ferrovia fu estesa fino a quel punto. Prende il nome dalla città di Plainview (Minnesota), e dai paesaggi panoramici della pianura circostante.

## Geografia fisica
Plainview è situata a 42°21′10″N 97°47′14″W (42.352729, -97.787239).
Secondo lo United States Census Bureau, ha un'area totale di 1,08 miglia quadrate (2,80 km²).

## Società

### Evoluzione demografica
Secondo il censimento del 2010, c'erano 1,246 persone, 562 nuclei familiari e 334 famiglie residenti nella città. La densità di popolazione era di 1,153,7 persone per miglio quadrato (445,4/km²). C'erano 656 unità abitative a una densità media di 607,4 per miglio quadrato (234,5/km²). La composizione etnica della città era formata dal 98,2% di bianchi, lo 0,3% di afroamericani, lo 0,2% di nativi americani, lo 0,2% di asiatici, lo 0,6% di altre razze, e lo 0,6% di due o più etnie. Ispanici o latinos di qualunque razza erano l'1,3% della popolazione.
C'erano 562 nuclei familiari, di cui il 24,0% aveva figli di età inferiore ai 18 anni, il 49,5% aveva coppie sposate conviventi, il 6,9% aveva un capofamiglia femmina senza marito, il 3,0% aveva un capofamiglia maschio senza moglie, e il 40,6% erano non-famiglie. Il 36,7% di tutti i nuclei familiari erano individuali e il 19,4% erano persone di 65 anni o di più che vivevano da sole. Il numero di componenti medio di un nucleo familiare era di 2,16 e quello di una famiglia era di 2,79.
La popolazione media della città era di 46,7 anni. Il 21,7% di persone sotto i 18 anni; il 5,4% di persone dai 18 ai 24 anni; il 21,2% di persone dai 25 ai 44 anni; il 26,4% di persone dai 45 ai 64 anni; e il 25,4% pari a 65 anni o di più. Il numero di abitanti per genere della città era il 48,4% maschi e il 51,6% femmine.